# Spadek adoniczny
Spadek adoniczny – klauzula wersowa typowa dla heksametru zbudowana z katalektycznej dypodii daktylicznej:
Taką samą postać ma adonius, czyli krótki wers złożony z daktyla i trocheja. Po raz pierwszy został użyty w poezji lesbijskiej. Występował w zakończeniu strofy safickiej będąc jego klauzulą. Adonius używany był m.in. przez Horacego, Katullusa, i Senekę.